# Junonia rhadama
Junonia rhadama (denominada popularmente, em inglês, Brilliant Blue) é uma borboleta da família Nymphalidae e subfamília Nymphalinae, encontrada na região afro-tropical e com seu tipo nomenclatural coletado na ilha de Madagáscar, no sudeste da África; também ocorrendo nas ilhas próximas de Comoros, Rodrigues, Maurícia, Reunião e Seicheles. Foi classificada por Jean-Baptiste Alphonse Dechauffour de Boisduval, com a denominação de Vanessa rhadama, em 1833, e sua descrição foi publicada na obra Faune Entomologique de Madagascar, Bourbon et Maurice. Lépidoptéres.

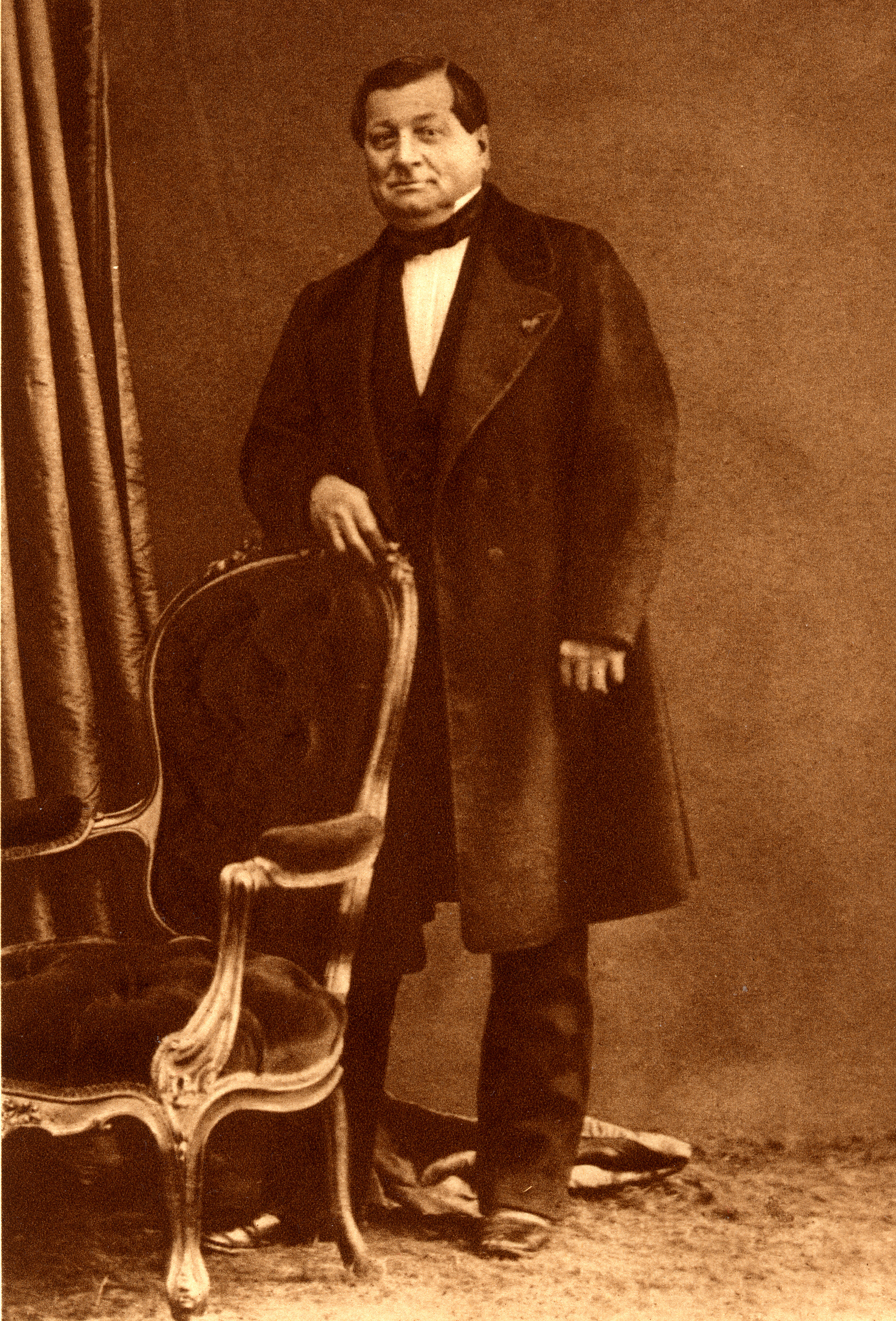
Fotografia de Jean-Baptiste Alphonse Dechauffour de Boisduval, que classificou J. rhadama em 1833.

## Descrição
Esta espécie possui envergadura de 4 a 5 centímetros, com asas azuis de um padrão único em sua área de distribuição; com barras pretas e pequenas áreas brancas em vista superior. Próximo ao final das asas posteriores existem ocelos divididos em negro-amarronzado e vermelho, com bordas amarelas. Dependendo da posição de pouso, suas asas podem ser violáceas. Existe dimorfismo sexual, com fêmeas caracterizadas por apresentar dois ocelos em cada asa posterior, sendo maiores os de cima; também diferindo por ter extensas áreas castanhas ao longo da borda das asas posteriores. Por baixo são cinzentas e exibem um padrão complexo, com machos apresentando dois ocelos, nas asas posteriores, e fêmeas com estes quase invisíveis.

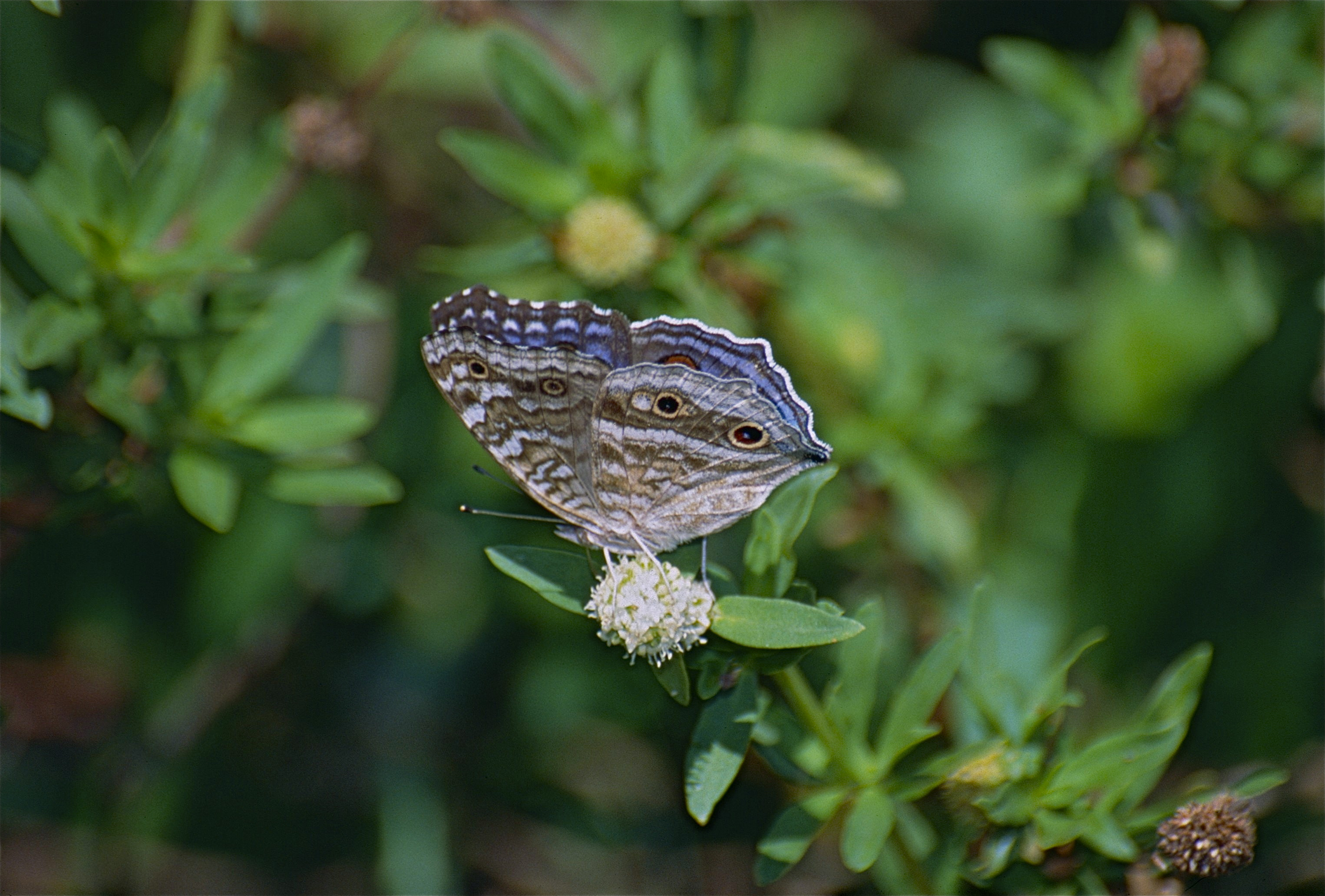
Fotografia do macho de J. rhadama, vista inferior; por Bernard Dupont.

## Hábitos e habitat
São encontradas em planícies, muitas vezes em áreas costeiras, onde podem ocorrer abundantemente; principalmente em habitats antrópicos e com vegetação baixa. Na Maurícia observou-se que os adultos de Junonia rhadama polinizam as flores de Stachytarpheta jamaicensis.

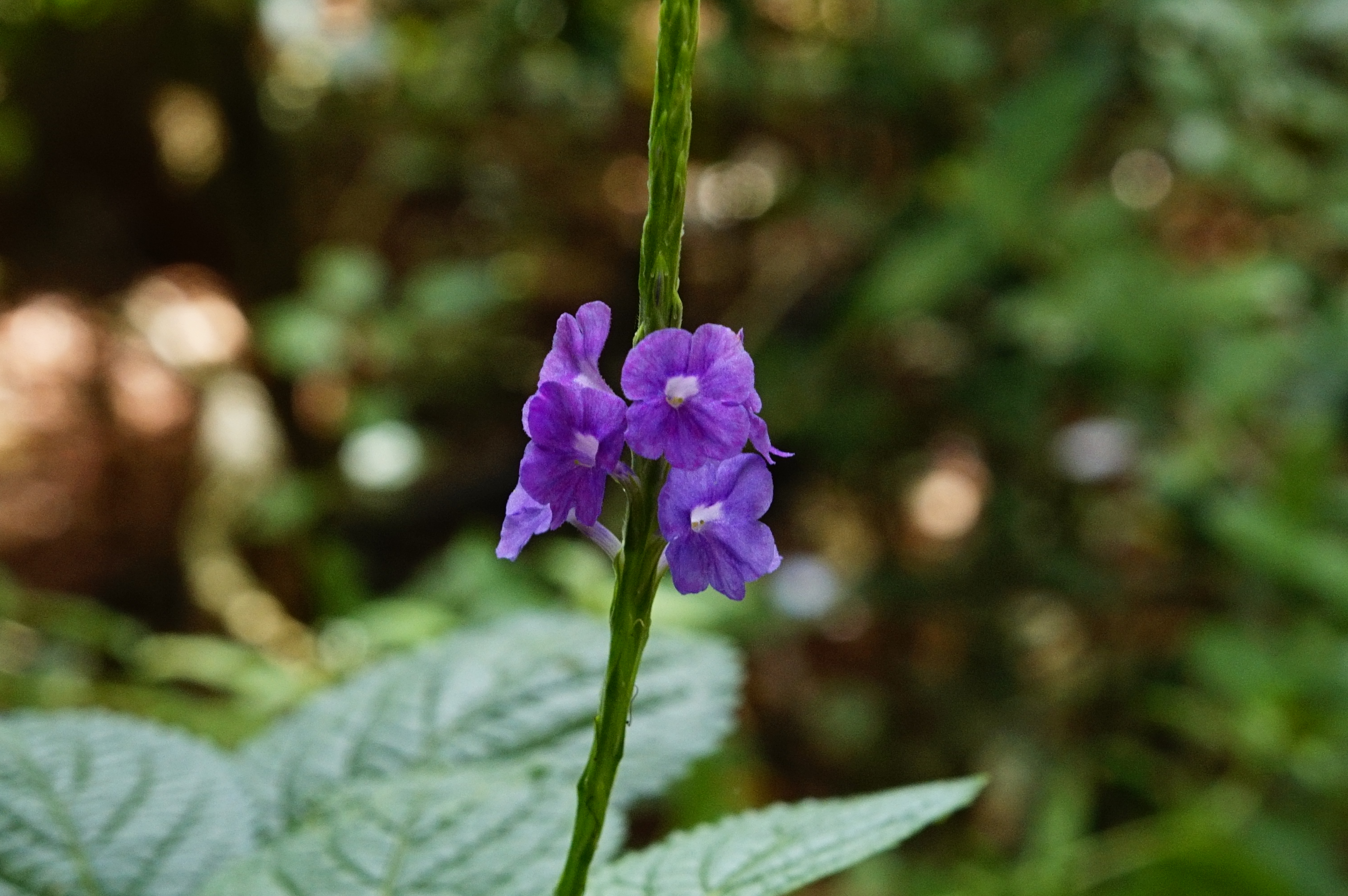
Fotografia de Stachytarpheta jamaicensis, cujas flores psicofílicas são polinizadas por J. rhadama.